# Rolnictwo na Cyprze
Rolnictwo na Cyprze dostarcza tylko 4,4% PKB (1997). Użytki rolne zajmują 17% powierzchni wyspy (1993), znaczna ich część jest sztucznie nawadniana (na nizinie Mesaria i w okolicach Pafos ok. 25% gruntów). Przeważa towarowa uprawa owoców cytrusowych (głównie nad zatoką Morfou; łącznie w Republice Cypryjskiej 158 tys. ton, 1995; w Cyprze Północnym 138 tys. ton 1994), migdałów, oliwek, winorośli, pomidorów, arbuzów, a także warzyw, bawełny i ziemniaków (w tym wczesne odmiany z przeznaczeniem na eksport). Ze zbóż uprawia się jęczmień i pszenicę. Hodowla bydła, owiec, kóz i trzody chlewnej.